# 谷垣専一
谷垣 専一（谷垣 專一、たにがき せんいち、1912年（明治45年）1月18日 - 1983年（昭和58年）6月27日）は、日本の政治家。従三位勲一等。文部大臣。妻は陸軍中将影佐禎昭の長女安紀。第24代自由民主党総裁の谷垣禎一は長男。

## 来歴・人物
京都府福知山市の造り酒屋・谷垣松次郎の五男として生まれた。旧制京都府立福知山中学校、旧制第三高等学校文科甲類を経て、東京帝国大学法学部法律学科を卒業後、1936年、農林省入省（農務局嘱託）。要員局運用課長、開拓局管理課長、長野県農地部長、総務局物資調整課長、農地局総務課長、農地局管理部長、農林経済局農業協同組合部長などを経て、1955年10月に大臣官房長、1956年6月に畜産局長となる。
退官後、農林中央金庫監事を務めたが、1960年に芦田均の地盤を引き継いで自由民主党公認で京都2区から第29回衆議院議員総選挙に出馬し当選、吉田茂の流れを汲む宏池会に所属した（当選同期に宇野宗佑・海部俊樹・仮谷忠男・細田吉蔵・小沢辰男・佐々木義武・田沢吉郎・伊藤宗一郎・久保田円次・田川誠一・渋谷直蔵・藤井勝志など）。その後、衆院選には8回の当選を重ねた。この間、建設政務次官、厚生政務次官、自由民主党副幹事長を歴任。1976年の衆院選で落選するも、1979年1月の衆院補選（1978年3月の山田芳治の京都府知事選挙立候補による自動失職と、同年11月の玉置一徳死去に伴う）で復帰。その後文部大臣（第2次大平内閣）となった。
宏池会では宮澤喜一を支える七奉行の一人であった。1983年5月引退を表明し、療養していたが、1983年6月27日、71歳で死去。死没日付をもって従三位に叙され勲一等瑞宝章を追贈された。追悼演説は同年9月20日の衆議院本会議で、永末英一により行われた。
谷垣専一の死去により欠員が2名となった事から、同年8月7日に京都2区の補欠選挙が実施されることになり、息子である禎一が地盤を継承し自由民主党公認で立候補、当選した。

## 家族・親族
- 父・松次郎
- 妻・安紀（1923年2月11日[7] - 1965年、影佐禎昭長女）
- 長男・禎一（1945年 - 、衆議院議員、自由民主党総裁）
- 次男・信行（1950年 - ）

## 選挙歴
| 当落 | 選挙                     | 執行日         | 年齢 | 選挙区    | 政党       | 得票数     | 得票率 | 定数 | 得票順位 /候補者数 | 政党内比例順位 /政党当選者数 |
| ---- | ------------------------ | -------------- | ---- | --------- | ---------- | ---------- | ------ | ---- | ------------------ | ---------------------------- |
| 当   | 第29回衆議院議員総選挙   | 1960年11月20日 | 48   | 旧京都2区 | 自由民主党 | 5万8677票  | 13.85% | 5    | 4/10               | /                            |
| 当   | 第30回衆議院議員総選挙   | 1963年11月21日 | 51   | 旧京都2区 | 自由民主党 | 6万2084票  | 14.62% | 5    | 5/6                | /                            |
| 当   | 第31回衆議院議員総選挙   | 1967年01月29日 | 55   | 旧京都2区 | 自由民主党 | 8万300票   | 16.68% | 5    | 2/7                | /                            |
| 当   | 第32回衆議院議員総選挙   | 1969年12月27日 | 57   | 旧京都2区 | 自由民主党 | 8万7748票  | 15.60% | 5    | 5/6                | /                            |
| 当   | 第33回衆議院議員総選挙   | 1972年12月10日 | 60   | 旧京都2区 | 自由民主党 | 10万7124票 | 16.41% | 5    | 3/6                | /                            |
| 落   | 第34回衆議院議員総選挙   | 1976年12月05日 | 64   | 旧京都2区 | 自由民主党 | 10万785票  | 14.15% | 5    | 6/7                | /                            |
| 当   | 第34回衆議院議員補欠選挙 | 1979年1月14日  | 66   | 旧京都2区 | 自由民主党 | 17万756票  | 32.90% | 2    | 1/6                | /                            |
| 当   | 第35回衆議院議員総選挙   | 1979年10月07日 | 67   | 旧京都2区 | 自由民主党 | 11万2719票 | 16.39% | 5    | 3/7                | /                            |
| 当   | 第36回衆議院議員総選挙   | 1980年06月22日 | 68   | 旧京都2区 | 自由民主党 | 11万9631票 | 15.78% | 5    | 2/7                | /                            |